# Фиделити (Мисури)
Фиделити (енгл. Fidelity) град је у америчкој савезној држави Мисури.

## Демографија
По попису из 2010. године број становника је 257, што је 5 (2,0%) становника више него 2000. године.
| Група             | 2000.       | 2010.       |
| Белци             | 243 (96,4%) | 246 (95,7%) |
| Афроамериканци    | 1 (0,4%)    | 1 (0,4%)    |
| Азијати           | 1 (0,4%)    | 0 (0,0%)    |
| Хиспаноамериканци | 3 (1,2%)    | 4 (1,6%)    |
| Укупно            | 252         | 257         |